# Wyatt Earp
Wyatt Berry Stapp Earp (19. marts 1848 – 13. januar 1929) var en amerikansk sherif og saloon-ejer. Han er mest af alt kendt for sin deltagelse ved skudduellen ved O.K. Corral i 1881.

## I populærkultur
Wyatt Earp er efter sin død blevet udødeliggjort i et væld af film. Han var i Don Rosas tegneserie fra 2006, sammen med sherif Bat Masterson og dommer Roy Bean. I denne tegneserie fremgår han imidlertid temmelig komisk.
- Gunfight at the O.K. Corral (1957) – med Burt Lancaster, instrueret af John Sturges
- Hour of the Gun (1967) – Starring James Garner, directed by John Sturges
- Doc (1971) – Harris Yulin som Wyatt og Stacy Keach som Doc; instrueret af Frank Perry
- Tombstone (1993) – med Kurt Russell, instrueret af George P. Cosmatos[1]
- Wyatt Earp (1994) – med Kevin Costner, directed by Lawrence Kasdan
- Wyatt Earp's Revenge (2012) – med Val Kilmer

## Rerencer
1. ↑  "Actors Who've Played Wyatt Earp". Arkiveret fra originalen oktober 30, 2016. Hentet oktober 29, 2016.